# Френк Клопас
Фотіос Клопас (грец. Φώτιος Κλόπας), більш відомий як Френк Клопас (англ. Frank Klopas; нар. 1 вересня 1966, Просімна, Греція) — колишній американський футболіст грецького походження, нападник, відомий за виступами за збірну США. Учасник Чемпіонату світу 1994 і Олімпійських ігор 1988 року. По завершенні ігрової кар'єри — футбольний тренер.

## Клубна кар'єра
Клопас народився 1 вересня 1966 року у Греції, проте іммігрував у США у віці 8 років. Він оселився з родиною в Чикаго. У віці 18 років він отримав громадянство.
У 1983 році після закінчення школи Клопас підписав контракт з клубом Північноамериканської футбольної ліги «Чикаго Стінг». В першому сезоні він отримав травму, яка затьмарила його дебют. За команду Френк виступав чотири сезони і взяв участь у 140 матчах і забив 62 голи. У сезоні 1986/87 він отримав запрошення в All Star.
У 1988 році Френк переїхав на свою історичну батьківщину, де уклав контракт з афінським АЕКом. У 1991 році Клопас порвав хрестоподібної зв'язки, ця травма залишила його поза грою майже на два роки. У складі АЕКа він став чотириразовим чемпіоном Греції.
У 1992 році Френк уклав угоду з американською федерацією футболу і виступав за національну збірну США. В кінці 1994 року він перейшов в «Аполлон Смірніс». 7 січня 1995 року в матчі проти своєї колишньої команди АЕК Клопас дебютував за новий клуб.
Влітку 1996 року Френк підписав контракт з MLS та, як і багато зірок національної команди, повернувся в США. Новим клубом Клопаса став «Канзас-Сіті Візардз». У клубі він провів два сезони, після чого перейшов в клуб з рідного міста «Чикаго Файр». У 1998 році Клопас допоміг команді стати чемпіоном MLS і виграти Кубок Ламара Ганта, у фіналі якого він забив «золотий гол» у ворота «Коламбус Крю».

## Міжнародна кар'єра
23 травня 1987 року в матчі проти збірної Канади Клопас дебютував за збірну США. У 1988 році Френк взяв участь в Олімпійських іграх. На турнірі він зіграв в поєдинках проти збірних СРСР і Південної Кореї. У 1994 році Клопас потрапив в заявку національної команди на участь в домашньому Чемпіонаті світу. На турнір він поїхав в статусі запасного нападника і не зіграв жодної хвилини.
1995 року Клопас брав участь у Кубку Америки і дійшов зі збірною до півфіналу. На турнірі він забив м'яч у ворота збірної Аргентини, поклавши початок розгрому.
1996 року Френк був у складі національної команди на Золотому кубку КОНКАКАФ, але на поле не виходив.
Всього за збірну Клопас зіграв 39 матчів і забив 12 м'ячів.

#### У футзалі
У складі збірної США з футзалу виступав на чемпіонату світу з футзалу 1996 року. Зіграв на турнірі 3 матчі.

## Тренерська діяльність
У 2000 році був прийнятий в «Чикаго Файр» тренером зі спортивної підготовки, але після першого сезону пішов з особистих причин.
З 2004 по 2006 рр. був головним тренером команди з індор-соккер «Чикаго Сторм».
У січні 2008 року вступив на посаду технічного директора клубу «Чикаго Файр». У травні 2011 року, після звільнення головного тренера, був призначений тимчасово виконувачем обов'язки головного тренера команди. 3 листопада 2011 року був офіційно затверджений на посаду головного тренера «Чикаго Файр». 30 жовтня 2013 року був відсторонений від цієї посади.
18 грудня 2013 року був призначений головним тренером клубу «Монреаль Імпакт», з яким у наступному році став чемпіоном Канади. В серпні 2015 року покинув клуб.

## Досягнення

### Як гравець
«Чикаго Стінг»
- Північноамериканська футбольна ліга: 1984

 АЕК
- Чемпіон Греції: 1989, 1992, 1993, 1994
- Володар Кубка Греції: 1989
- Володар Суперкубка Греції: 1989

 «Чикаго Файр»
- MLS: 1998
- Володар Кубка Ламара Ганта: 1998

 США

## Титули і досягнення
- Срібний призер Чемпіонату націй КОНКАКАФ: 1989
- Бронзовий призер Золотого кубка КОНКАКАФ: 1996

### Як тренер
«Монреаль Імпакт»
- Чемпіон Канади: 2014

## Особисте життя
Френк живе з дружиною Софією в Чикаго.